# Harbach
Harbach é um município da Alemanha localizada no distrito de Altenkirchen, na associação municipal de Verbandsgemeinde Kirchen, no estado da Renânia-Palatinado.